# Ghana ai Giochi della XX Olimpiade
Il Ghana partecipò ai Giochi della XX Olimpiade che si sono svolti a Monaco di Baviera dal 26 agosto all'11 settembre 1972, con una delegazione di 35 atleti impegnati in 3 discipline: atletica leggera, calcio e pugilato. Portabandiera fu il quattrocentista Sam Bugri, alla sua terza Olimpiade. Il bottino della squadra, alla sua quinta partecipazione ai Giochi, fu di una medaglia di bronzo conquistata da Prince Amartey nel pugilato.

## Medaglie
| Medaglia | Nome           | Sport    | Evento    |
| -------- | -------------- | -------- | --------- |
| Bronzo   | Prince Amartey | Pugilato | Pesi medi |